# Modisimus inornatus
Modisimus inornatus là một loài nhện trong họ Pholcidae. Loài này được phát hiện ở México.